# Gymnasium Haganum

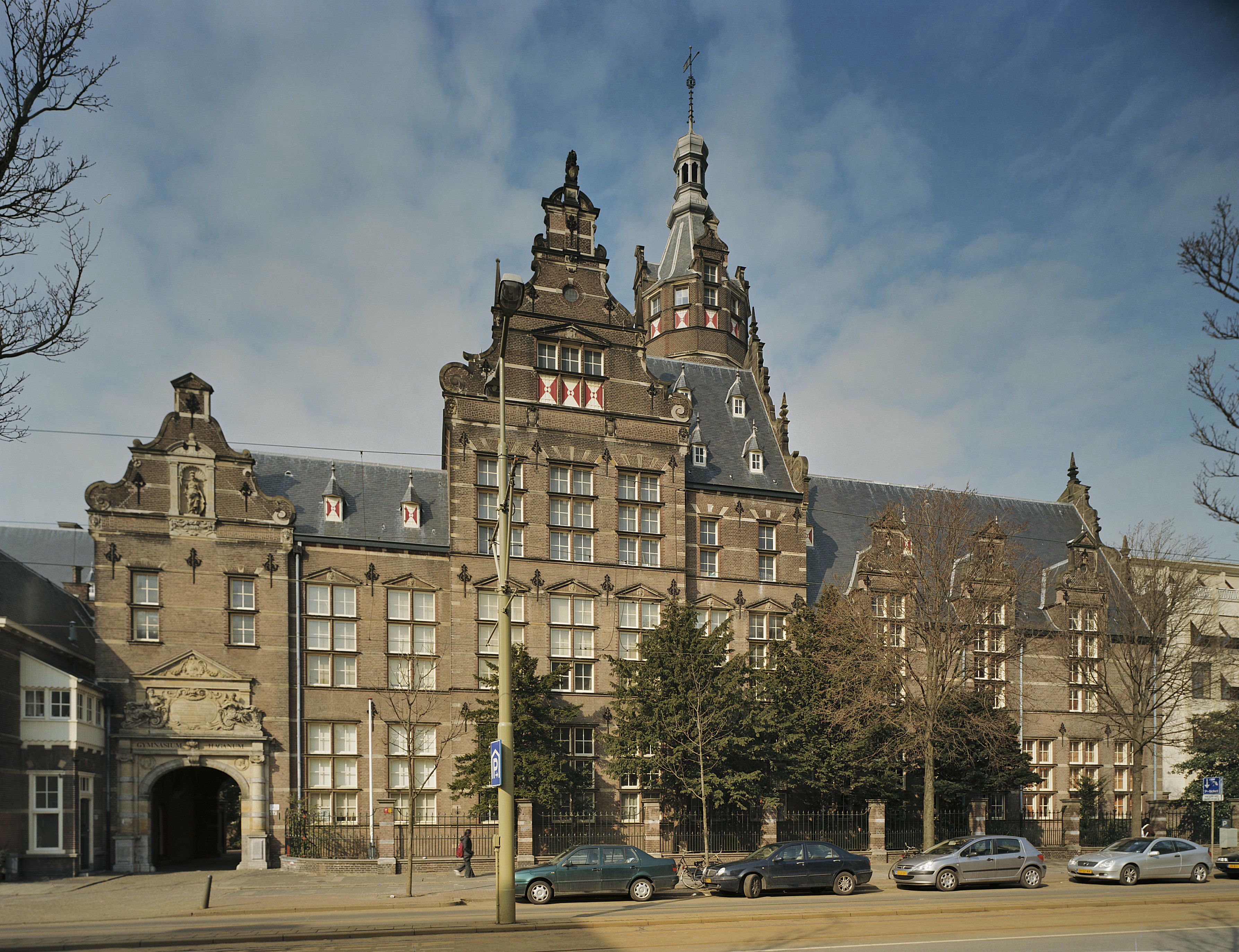
Schulgebäude im Renaissancestil

Das Gymnasium Haganum in der Stadt Den Haag gehört zu den ältesten Schulen in den Niederlanden. Erstmals erwähnt 1327, ist es in einem Gebäude von 1907 untergebracht, das die Renaissance nachahmt. Der heutige Name stammt aus dem 18. Jahrhundert. Etwa 700 Schüler besuchen das private (openbaar) Gymnasium mit altsprachlichem Profil (Kategorialschule, die ihre Schüler aussuchen darf). Bei den Prüfungen schneiden sie besonders gut ab. Träger ist eine Stiftung Stichting VO Haaglanden.

## Geschichte
Die Schule bestand zuerst beim Stiftskapitel Hl. Maria im Binnenhof. Um 1450 lag sie gegenüber der Jakobskirche an der Torenstraat, ab 1475 an der Schoolstraat, der sie den Namen gab. Der Humanist Wilhelm Gnapheus war der Rektor und einer der Schrittmacher der Reformation. Mit ihr ging die Schule an die Stadt über und wurde ab 1592 in der Zuilingstraat untergebracht, ab 1820 in der Raamstraat. Der Jurist Arnold Vinnius leitete die Schule 1619 bis 1632. Mit dem Schulabschluss stand der Weg an die niederländischen Universitäten offen in Leiden, Franeker, Groningen, Utrecht und Harderwijk. Im 19. Jahrhundert entstand in der Schule auch ein Realschulzweig (Middelbare School). 1869 wurden sie getrennt in zwei Schulen, eine Hogereburgerschool (HBS) und ein Gymnasium in Lage Westeinde 52. 1879 wurden Mädchen zugelassen, wodurch die Schülerzahl stark anstieg. Daher zog die Schule 1907 in einen Neubau im Neorenaissance-Stil bis heute an der Laan van Meerdervoort.
1963 hat der ehemalige Schüler Paul Verhoeven den Film Feest! (Party!) hier gedreht.

## Bekannte Absolventen
- Frans Beelaerts van Blokland (1872–1956), Politiker
- Ferdinand Bordewijk (1884–1965), Schriftsteller
- Jacobus Capitein (ca. 1717–1747), erster ghanaischer Theologe
- Carel Gabriel Cobet (1813–1889), Klassischer Philologe
- Dirk Fock (1858–1941), Politiker
- Pieter Geyl (1887–1966), Historiker und Vertreter der Großniederlande
- Conrad Busken Huet (1826–1886), Schriftsteller
- Eelco Nicolaas van Kleffens (1894–1983), Außenminister im Zweiten Weltkrieg
- Martinus Nijhoff (1894–1953), Dichter
- Pieter Nicolaas van Eyck (1887–1954), Philosoph
- Charles Ruijs de Beerenbrouck (1873–1936), niederländischer Ministerpräsident
- Paul Verhoeven (* 1938), Regisseur
- Hugo de Vries (1848–1935), Biologe und Pionier der Genetik

## Bekannte Lehrer
- Jean Joseph Hisely (war von 1828 bis 1836 Professor für Literatur, Geografie und Geschichte)